# Cutry (Aisne)
Cutry település Franciaországban, Aisne megyében. Lakosainak száma 126 fő (2022. január 1.). Cutry Ambleny, Cœuvres-et-Valsery, Dommiers, Laversine és Saint-Pierre-Aigle községekkel határos.

## Népesség
A település népességének változása:
| Lakosok száma | 101  | 90   | 88   | 110  | 125  | 125  | 128  | 129  | 128  | 126  |
|               | 1968 | 1982 | 1990 | 2006 | 2013 | 2015 | 2017 | 2019 | 2020 | 2022 |